# 406
Римська імперія розділена на дві частини. У Східній Римській імперії править Аркадій. У Західній — Гонорій при фактичній владі регента Стіліхона. У Китаї правління династії Цзінь. В Індії правління імперії Гуптів. У Японії триває період Ямато. У Персії править династія Сассанідів.
На території лісостепової України Черняхівська культура. У Північному Причорномор'ї готи й сармати. Історики VI століття згадують плем'я антів, що мешкало на території сучасної України приблизно з IV сторіччя. З'явилися гуни, підкорили остготів та аланів й приєднали їх до себе.

## Події
- У битві під Флоренцією римляни на чолї з Стіліхоном і в союзі з гунами на чолі з Улдіном, аланами і готами перемогли 20-тисячну армію  Родогайса. Як наслідок 12 тис. варварів продано в рабство або приєднано до римського війська.
- Збунтувалися римські війська в Британії. Лідер бунту Марк проголосив себе імператором.
- Вандали перейшли через замерзлий Рейн і вторглися в Галлію.
- У римських церквах вперше з'явилося кольорове скло.

## Народились
- Аттіла